# سامان کش
سامان کش (انگلیسی: Saman Kesh) فیلم‌ساز آمریکایی ایرانی‌تبار است. او در دانشگاه مرکز هنر طراحی تحصیل کرده‌است.